# Kelly Gould
Kelly Gould (Los Ángeles, 4 de agosto de 1999) es una actriz estadounidense.

## Biografía
La carrera de actriz de Gould comenzó a las tres semanas de edad en una escena de parto. A las seis semanas de edad, interpretó al bebé Chastity Bono en una película sobre Sonny & Cher. Es más conocida por su papel de hasta cuatro años de edad, Lucy, la hija de Louie y Kim en el programa de humor de Home Box Office Lucky Louie. Gould también ha aparecido en varios programas de televisión y películas, incluyendo la comedia de 2007 Blades of Glory. Interpretó el papel de Shannon Clemens en la serie original de Lifetime Rita Rocks. Tuvo un papel recurrente en la serie de Disney Channel Jessie interpretando a Rosie, la mejor amiga de Emma.

## Filmografía
| Año  | Título          | Personaje     | Notas                         |
| ---- | --------------- | ------------- | ----------------------------- |
| 2007 | Blades of Glory | Niña Llorando |                               |
| 2009 | The Rebound     | Sadie         |                               |
| 2010 | Den Brother     | Rachel        | Disney Channel Original Movie |
| 2012 | 16-Love         | Ellen         |                               |

| Año       | Título            | Personaje       | Notas                                                    |
| --------- | ----------------- | --------------- | -------------------------------------------------------- |
| 2004      | Strong Medicine   | Molly Molika    | "Cinderella in Scrubs" (temporada 5: episodio 12)        |
| 2005      | Jake in Progress  | Niña #1         | "Desperate Houseguy" (temporada 1: episodio 8)           |
| 2006–07   | Lucky Louie       | Lucy            | Rol principal; 13 episodes                               |
| 2007      | Hannah Montana    | Niña            | "My Best Friend's Boyfriend" (temporada 2: episodio 7)   |
| 2007      | Ghost Whisperer   | Joven Melinda   | "All Ghosts Lead to Grandview" (temporada 3: episodio 9) |
| 2008      | Cold Case         | Mia Ross        | "Sabotage" (temporada 5: episodio 12)                    |
| 2008–09   | Rita Rocks        | Shannon Clemens | Rol principal; 26 episodios                              |
| 2011      | Good Luck Charlie | Heather         | "PJ in the City" (temporada 2: episodio 17)              |
| 2012–2013 | Jessie            | Rosie           | Rol recurrente (Temporada 2, 3 episodios)                |